# Tetrametyloguanidyna
Tetrametyloguanidyna, TMG – organiczny związek chemiczny z grupy imin, pochodna guanidyny. TMG jest mocną zasadą azotową. Jest stosowana jako katalizator wielu procesów chemicznych oraz jako substrat w syntezie organicznej.